# Битва за Тетуан
Битва за Тетуан (исп. Batalla de Tetuán) — решающее сражение между испанскими и марокканскими войсками в ходе Испано-марокканской войны 1859—1860 годов. Завершилось победой Испании.

## Ход сражения
4 февраля 1860 года 25-тысячная испанская армия под командованием маршала О’Доннелла выдвинулась из города Альхесирас к Тетуану, обороняемому 35 тысячами марокканцев. Войсками султана командовали его братья Мулей аль-Аббас и Мулей Ахмед. 

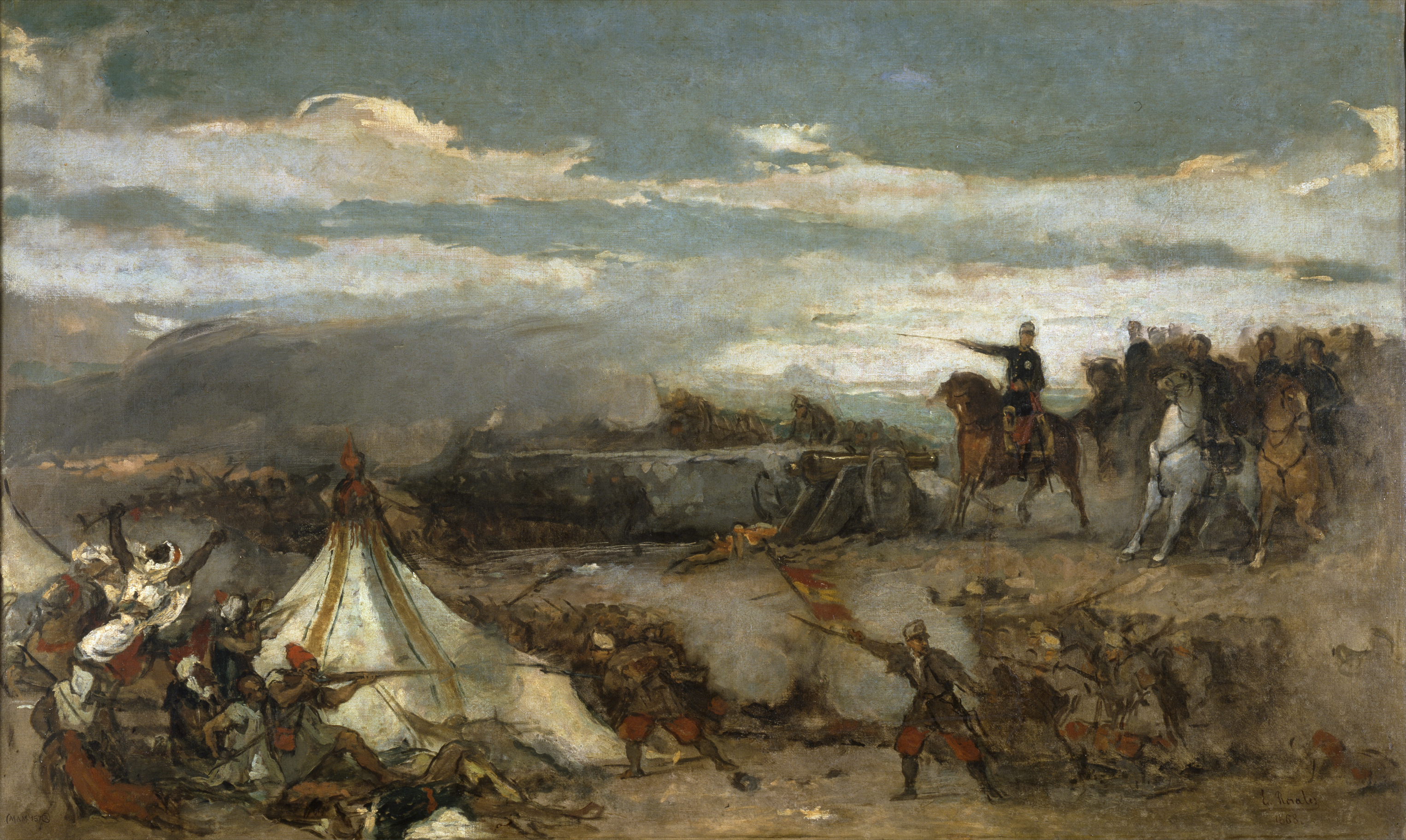
Эпизод Битвы за Тетуан на картине Э. Росалеса

Одно крыло армии О'Доннелла, состоявшее из кавалерии, поднималось к городу по берегу реки. Другое крыло, пехотное, также поднималось к Тетуану, двигаясь по тропе в центре леса. Сам О'Доннелл продвигался вперед вместе с остальными войсками.
Когда испанские войска подошли на 1700 метров к позиции противника, на фронт выдвинулась артиллерия и открыла огонь по марокканским траншеям. За короткое время было выпущено 3000 снарядов, уничтожившие траншеи и редуты противника. Также артиллерия своим огнём взорвала запасы пороха противника. «Траншея была буквально усыпана трупами, пушки обагрены кровью; храбрые до самоубийства артиллеристы противника погибли вместе со своими орудиями». Хотя численное превосходство марокканских войск было известно, генерал О'Доннелл приказал испанским войскам атаковать окопы в штыки. Каталонские добровольцы первыми ворвались в траншеи марокканцев. Оставшиеся в живых бежали и укрылись в Тетуане.
Через три дня испанцы вошли в Тетуан. 6 февраля 1860 года каталонские добровольцы подняли над городской цитаделью испанский флаг в знак оккупации города.

## Результаты
Город находился под властью испанцев лишь два года (вновь перешёл в руки испанцев через полвека, в 1912 году).
После разгрома Тетуана арабо-берберские рейды на испанские крепости Сеута и Мелилья прекратились. Более того, победа положила начало колонизации северного Марокко Испанией. В 1912 году и сам Тетуан с прилегающей территорией был провозглашён колонией Испании, став столицей испанского протектората.

## Память
В честь победы власти Барселоны заказали художнику Мариано Фортуни (1838—1874) гигантское батальное полотно размерами 300 на 972 см, которое осталось незаконченным. К 100-летию этой картины её поклонник Сальвадор Дали создал собственную ироническую версию «Битвы при Тетуане».